# Макомб (Іллінойс)
Макомб (англ. Macomb) — місто (англ. city) в США, в окрузі Макдоно штату Іллінойс. Населення — 15 051 особа (2020).

## Географія
Макомб розташований за координатами 40°28′30″ пн. ш. 90°40′58″ зх. д. / 40.47500° пн. ш. 90.68278° зх. д. (40.474930, -90.682643). За даними Бюро перепису населення США в 2010 році місто мало площу 28,81 км², з яких 27,70 км² — суходіл та 1,12 км² — водойми.

## Демографія
Згідно з переписом 2010 року, у місті мешкало 19 288 осіб у 7472 домогосподарствах у складі 2895 родин. Густота населення становила 669 осіб/км². Було 8200 помешкань (285/км²).
Расовий склад населення:
| - 85,8 % — білих - 8,2 % — чорних або афроамериканців - 2,4 % — азіатів - 0,2 % — корінних американців - 1,0 % — осіб інших рас |

До двох чи більше рас належало 2,4 %. Частка іспаномовних становила 3,6 % від усіх жителів.
За віковим діапазоном населення розподілялося таким чином: 11,9 % — особи молодші 18 років, 76,4 % — особи у віці 18—64 років, 11,7 % — особи у віці 65 років та старші. Медіана віку мешканця становила 23,4 року. На 100 осіб жіночої статі у місті припадало 101,5 чоловіків; на 100 жінок у віці від 18 років та старших — 101,6 чоловіків також старших 18 років.
Середній дохід на одне домашнє господарство становив 50 138 доларів США (медіана — 31 392), а середній дохід на одну сім'ю — 76 507 доларів (медіана — 70 962). Медіана доходів становила 42 346 доларів для чоловіків та 35 587 доларів для жінок. За межею бідності перебувало 33,4 % осіб, у тому числі 24,8 % дітей у віці до 18 років та 5,8 % осіб у віці 65 років та старших.
Цивільне працевлаштоване населення становило 7996 осіб. Основні галузі зайнятості: освіта, охорона здоров'я та соціальна допомога — 37,6 %, роздрібна торгівля — 13,9 %, мистецтво, розваги та відпочинок — 11,8 %.